# Arsénio Pompílio Pompeu de Carpo
Arsénio Pompílio Pompeu de Carpo (* 1792 in Funchal; † 1869 in Luanda) war ein portugiesischer Sklavenhändler, Kommunalpolitiker und Unternehmer, der vor allem in der angolanischen Hauptstadt Luanda wirkte. Er war auch Lyriker sowie Freimaurer und strebte 1848 als erster den Bau einer Eisenbahn in Angola an.

## Leben

### Von der Geburt 1792 bis zur Ankunft in Luanda 1837
Carpo wurde als Arsénio Santos 1792 in Funchal auf der portugiesischen Insel Madeira geboren, als Sohn eines armen Maurers. Über seine Kindheit und Ausbildung ist nicht viel bekannt. Später ging er nach Lissabon, wo er während einer Razzia im Zusammenhang mit einer geplanten Verschwörung gegen Gomes Freire de Andrade festgenommen wurde. Nach einer Haft im Castelo de São Jorge kam er zurück nach Madeira, wo er sich 1820 nach Rio de Janeiro einschiffte, das seit der Flucht des portugiesischen Königshauses vor der napoleonischen Invasion Hauptstadt des portugiesischen Kolonialreichs war. Dort legte er vermutlich seinen Geburtsnamen Santos ab und nahm seinen pompöseren und gehobenere klassische Bildung vortäuschenden Namen Pompílio Pompeu de Carpo an.
Nach seiner Rückkehr nach Madeira wurde er 1823 dort festgenommen, als er sich an der Planung eines Aufstandes gegen die Zentralregierung in Lissabon beteiligte. Er wurde zu fünf Jahren Verbannung in Angola verurteilt. Dort wandte er sich dem Sklavenhandel zu. Nach dem Ende seiner Strafe ging er wieder nach Brasilien. Diesmal ließ er sich in Recife nieder, wo er sein Geschäft mit dem seit dem Wiener Kongress 1815 als illegal geltenden Sklavenhandel weiter ausbaute. Mitte der 1830er Jahre war er bereits Besitzer mehrerer Schiffe, die zwischen Angola, Uruguay, Brasilien und Kuba verkehrten.

### Von 1837 bis zur Festnahme und Freilassung 1846
1837 siedelte er nach Luanda über, wo er zum größten Sklavenhändler Angolas aufstieg. Er weitete auch seine politische und gesellschaftliche Bedeutung aus, zum einen, in dem er eine Reihe gemeinnütziger Bauten und Einrichtungen in Luanda unterstützte, zum anderen, indem er geschickt zu Gunsten des Sklavenhandels Einfluss auf die Politik nahm. So war ein Grund, dass der Gouverneur António de Noronha abberufen wurde, Carpos Brief an den Königshof 1839, der Noronha verschiedene Hemmnisse der ökonomischen Entwicklung Angolas vorwarf. Dieser hatte die Durchsetzung des seit 1815 international geltenden Abolitionsabkommens betrieben und den Sklavenhändlern ihr Geschäft erschwert. Parallel gewann Carpo das Vertrauen der britischen Gesandten und Geschäftsleute in der Region. So war er maßgeblich an den Verhandlungskommissionen beteiligt, die die Umsetzung der Abolition auch in Angola vereinbarten, jedoch lange Übergangsfristen vorsahen.
Carpo wurde Bürgermeister Luandas, und 1842 wurde er zum Generalkommandeur der Distrikte Bié, Bailundo und Huambo ernannt, was jedoch in der Realität nur einen Ehrentitel darstellte. 1843 wurde ihm der portugiesische Christusorden im Kommandeursrang verliehen. Da er jedoch für die Setembristen Partei ergriff, zog er sich zunehmend den Unmut der cartistischen Regierung Cabrals zu, die international zunehmend unter Druck geriet, und daher immer vehementer gegen den Sklavenhandel vorging. Carpos Geschäftsfreunde und Mit-Freimaurer konnten seine Festnahme lange hinauszögern, bis Mitte 1845 mit Pedro Alexandrino da Cunha ein neuer Gouverneur in Angola seinen Dienst antrat und Carpo etwas später festnehmen ließ. Ihm wurden illegaler Sklavenhandel, Steuerhinterziehung, Amtsmissbrauch, Bestechung und Missachtung königlicher Gesetze zur Last gelegt. Kaum im Castelo de São Jorge in Lissabon wieder in Haft, schufen Geschäftsfreunde und Freimaurer in politischen Zirkeln und Presse ein Klima, das seine Freilassung begünstigte. Ein starkes Motiv dürfte dabei die Drohung Carpos gewesen sein, in der Haft die Identität aller ebenfalls im Sklavengeschäft verwickelter Geschäftsleute preis zugeben. Am 20. März 1846 schließlich sprach der Oberste Gerichtshof Carpo frei, aus Mangel an Beweisen und aus Zweifel an der Zuständigkeit der Gerichte in Lissabon. Schließlich entlastete ihn auch noch der zuständige Militärrat vom Vorwurf des Ungehorsams gegenüber der Königin.

### Von der Rückkehr nach Angola 1846 bis zum Tod 1869
Nach der Freilassung fand sich Carpo weitgehend mittellos wieder, zudem brach in Portugal ein Bürgerkrieg in Folge des Aufstands von Maria da Fonte aus. Carpo floh daraufhin im Februar 1847 nach Ponta Delgada auf die Azoren. Er bemühte sich von dort aus, neuen geschäftlichen und politischen Einfluss zu gewinnen. Nachdem jedoch der Bürgerkrieg zu Gunsten der Cartisten ausging und Cabral erneut die Macht übernahm, verließ Carpo die portugiesischen Azoren. Er ließ sich in London nieder, wo er portugiesische Geschäftsleute kannte, und er wandte sich in Briefen mit verschiedenen Vorschlägen an den Ministerpräsidenten Sá da Bandeira in Lissabon. So schlug er u. a. die Gründung einer Portugiesisch-Ostafrikanischen Handelsgesellschaft (Companhia Africana Ocidental Portuguesa) mit Sitz in Luanda vor, und er entwickelte 1848 mit anderen Geschäftsleuten die Idee einer von Dampflokomotiven betriebenen Eisenbahnverbindung von Luanda nach Calumbo (heute eine Gemeinde im Kreis Viana).
Seine Vorschläge erhielten keine Unterstützung von offizieller Seite. Erst nach dem Ende der Amtszeit des Gouverneurs da Cunha konnte Carpo im März 1849 nach Luanda zurückkehren. Nachdem er in aller Eile seine alten Besitzungen und Beziehungen vor Ort notdürftig reaktivierte, schiffte er sich im Juni 1849 nach Rio de Janeiro ein, wo er ebenfalls seine alten Verbindungen und Beteiligungen wieder zu beleben suchte. Die Regierung des inzwischen unabhängigen Kaiserreichs von Brasilien gestattete ihm dies jedoch nicht, und im September 1849 wies sie ihn aus. Mit leeren Händen traf er im November 1849 wieder in Luanda ein. Seine wirtschaftliche Lage verschlechterte sich weiter, bis schließlich Ende 1851 ein Kaufmann Anklage gegen ihn erhob, u. a. wegen selbstverschuldeter und betrügerischer Insolvenz, Besitznahme fremden Landes, und Urkundenfälschung. Er wurde schuldig gesprochen, seiner Titel enthoben, und auf die Insel São Tomé strafverbannt. Nach einer Eingabe an Lissabon wurde Carpo Ende 1852 nach Lissabon verlegt, erneut in das Castelo de São Jorge. Dort gelang ihm unter Mithilfe alter Freunde Mitte 1853 wieder eine Annullierung der Strafe und vorzeitige Entlassung. Er kehrte nach Luanda zurück, wo der Sklavenhandel jedoch inzwischen endgültig erloschen war, und er konnte keinen erneuten geschäftlichen Wiederaufstieg erreichen. Es gelang ihm noch, Ende 1853 Kommandant von Ambaca zu werden, was er zumindest bis Mai 1854 blieb, als Livingstone dort ankam. Im aufkommenden Schürffieber erwarb dann auch Carpo Schürfrechte und betrieb von 1856 bis 1857 eine Kupfermine in Golungo Alto, und eine Silbermine bei Duque de Bragança (heute Calandula). Die Ergebnisse blieben jedoch weit hinter den Erwartungen zurück, und Carpo sah sich gezwungen, bei der portugiesischen Krone um eine Anstellung zu bitten. Doch es war eine seiner bewährten Geschäftsverbindungen, die ihm und seiner Familie ab 1857 eine bescheidene Existenz sicherten. Das Handelshaus Oliveira Machado aus Lissabon stellte ihn im Mai 1857 als Repräsentant und Vertreter in Luanda ein, wo er sich nun wieder in den Geschäftskreisen der Stadt bewegte. Auch als gemeinnützig engagierter Bürger der Stadt tat er sich wieder hervor, und 1858 organisierte er sogar eine Hilfskampagne für das von einer Gelbfieberepidemie heimgesuchte Lissabon. 1861 gehörte er der elfköpfigen Kommission an, die den Auftritt der portugiesischen Kolonie Angola bei der Weltausstellung London 1862 vorbereitete. In den letzten Jahren seines Lebens investierte er in den zunehmenden Handel mit dem Hinterland Angolas. Dabei wurden mit Trägerkarawanen Waren wie Schießpulver und Schmuck in das Landesinnere gebracht, und im Tausch Waren wie Elfenbein, Naturkautschuk oder Wachs zurück in die Küstenstädte geliefert. 1869 starb Arsénio de Carpo in Luanda.

## Rezeption
Arsénio Pompílio Pompeu de Carpo gilt als ein typisches Beispiel für eine neue Elite, die sich in den Kolonien der europäischen Kolonialmächte bildete, und die eine neue, offenere Gesellschaft erhoffte. Carpo wurde nicht nur für seine erfolgreiche Tätigkeit als Geschäftsmann, sondern auch als unbequemer Dichter und Journalist, als unangepasster und aufbegehrender Untertan, und als gemeinnütziger Bürger bekannt. So wird er von einigen als Beispiel eines fortschrittlichen, kreolischen Aktivisten für die Freiheit neu entstehender Nationen charakterisiert, während andere in ihm einen vom Fortschritt überholten, gescheiterten Profiteur des Sklavenhandels sehen.
Da vor allem seine einflussreiche Zeit als erfolgreicher Sklavenhändler gut dokumentiert ist, bietet sich Carpo häufig als Forschungsobjekt an, um auch die geistigen Veränderungen in den europäischen Überseebesitzungen insbesondere ab Mitte des 19. Jahrhunderts zu untersuchen.
In Luanda ist eine Straße nach Arsénio Pompílio Pompeu de Carpo benannt.

## Bibliografie (Auswahl)
- Pompílio Pompeu de Carpo, Arsénio: Dedo de Pygmeu. Lissabon 1843, Eigenverlag J. J. Andrade e Silva
- Pompílio Pompeu de Carpo, Arsénio: Resposta à Refutação Antecedente. Lissabon 1846
- Pompílio Pompeu de Carpo, Arsénio: Projecto d’uma companhia para o amelhoramento do Comercio, Agricultura e Industria na Província de Angola, que se deve estabelecer na cidade de São Paulo de Assumpção de Loanda., Lissabon 1848
- Castro, Luís António Carvalho de: Biografia ou vida publica de Arsénio Pompílio Pompeu de Carpo. Rio de Janeiro 1846
- Pacheco, Carlos: Arsénio Pompílio Pompeu de Carpo, uma Vida de Luta contra as Prepotencias do Poder Colonial em Angola. Lissabon 1992–1994, In: Revista Internacional de Estudos Africanos, No. 16–17. Lisboa: IICT.
- Marques, João Pedro: Arsénio Pompílio Pompeu de Carpo: um percurso negreiro no século 19. Lissabon 2001, In: Análise Social, vol. xxxvi,  No. 160. Instituto de Ciências Sociais da Universidade de Lisboa.